# Giovanni Canestri

Giovanni kardinál Canestri (30. září 1918 Castelspina – 29. dubna 2015, Řím) byl italský římskokatolický kněz, bývalý arcibiskup Janova, kardinál.
Kněžské svěcení přijal 12. dubna 1941. Po doktorandských studiích působil jako kněz v Římě, v letech 1959 až 1961 byl ředitelem semináře, inspektorem římského kléru a přednášel na několika vysokých školách.
V červenci 1961 byl jmenován pomocným biskupem kardinála-římského vikáře, biskupské svěcení přijal 30. července téhož roku. V únoru 1971 se stal biskupem diecéze Tortona. V únoru 1975 ho papež Pavel VI. jmenoval titulárním arcibiskupem a pomocným biskupem v Římě. V letech 1984 až 1987 byl arcibiskupem Cagliari. Osm let, od roku 1987 do roku 1995 stál v čele janovské arcidiecéze.
28. června 1988 ho papež Jan Pavel II. jmenoval kardinálem. Po dosažení kanonického věku 75 let rezignoval na funkci janovského arcibiskupa v dubnu 1995.
Zemřel 29. dubna 2015 v Římě.